# Hoplodrina ochrea
Hoplodrina ochrea är en fjärilsart som beskrevs av W. Warren 1912. Hoplodrina ochrea ingår i släktet Hoplodrina och familjen nattflyn. Inga underarter finns listade i Catalogue of Life.